# HMS Chesapeake (1855)
Pour les autres navires du même nom, voir HMS Chesapeake.
La HMS Chesapeake était une frégate propulsée à vis de 51 canons lancée en 1855 et qui comptait 515 membres d'équipage. Elle a participé à la seconde guerre de l'opium. Un monument commémorant ses pertes se trouve à Southsea, près de Portsmouth. Elle fut le navire amiral de la British China Squadron en 1861.
Le futur amiral John Arbuthnot Fisher fut membre de son équipage en 1860.